# Pětistrunné housle

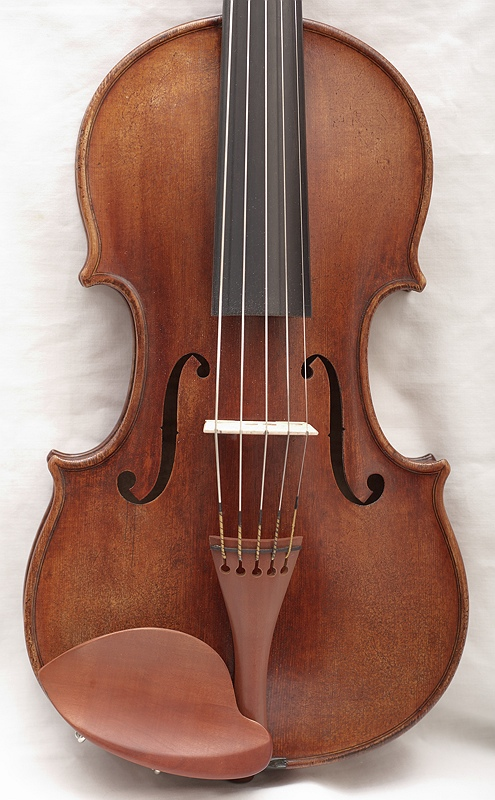
Pětistrunné housle

Pětistrunné housle je označení houslí, které mají oproti tradičním houslím přidány jednu strunu na níže laděném tónu. Obvykle je přidávána struna laděná na C3 a pětistrunné housle se strunami C3,G3,D4,A4,E5 tak pokrývají rozsah obvyklých houslí (G3,D4,A4,E5) i violy (C3,G3,D4,A4) a zároveň rozsahem odpovídají obvyklému ladění pětistrunné violy, která je nazývána kvinton.
V rámci české kultury hraje na pětistrunné housle například Karel Holas z kapely Čechomor.